# Fanqie

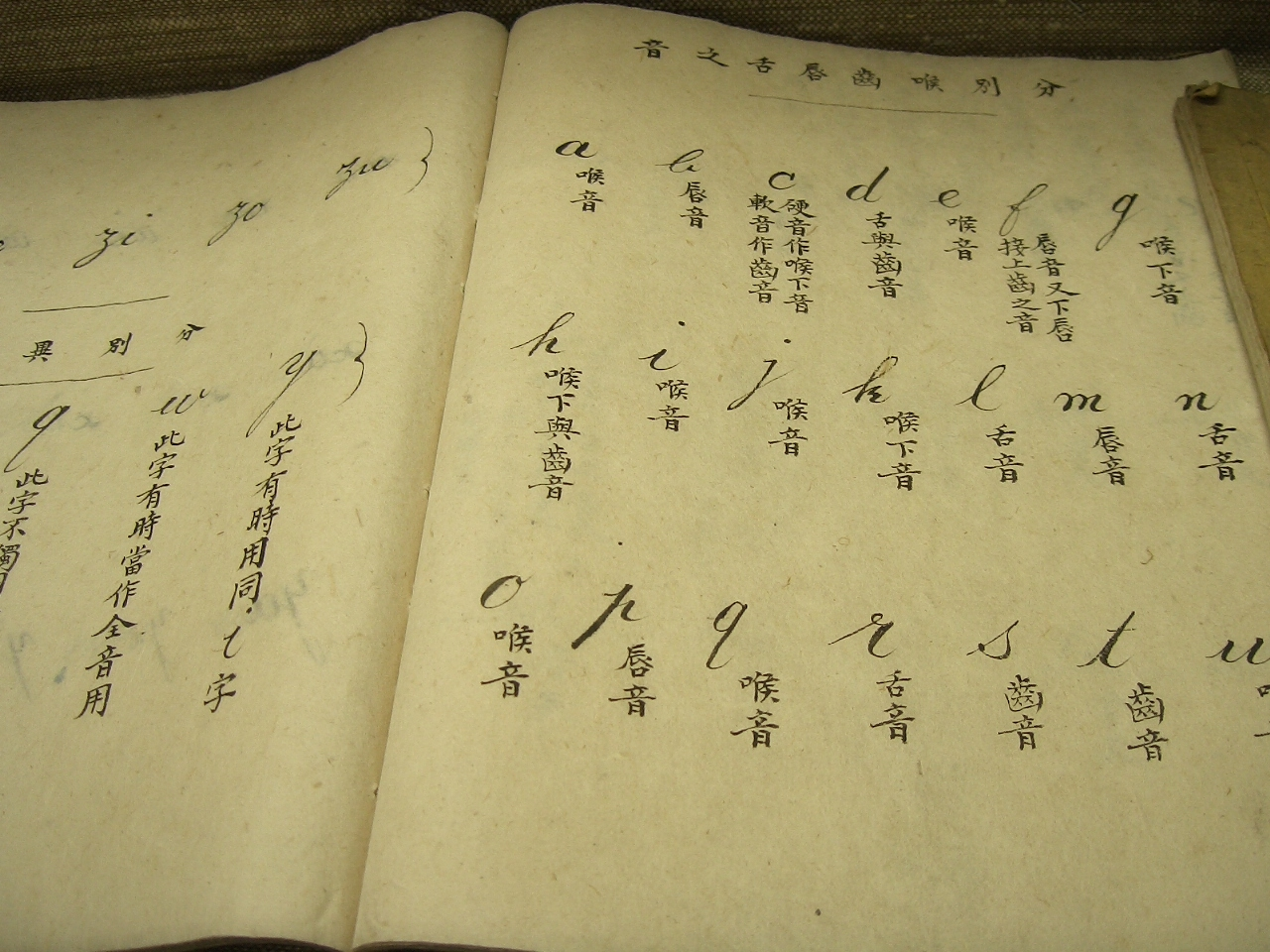
Libro del niño emperador Puyi. Visto en la exhibición en la Ciudad Perdida, Beijing, China. (La página expuesta explica como pronunciar las letras latinas)

El Fanqie (en chino, 反切; pinyin, Fǎnqiè) es un sistema de notación fonética de la lengua china, que se utilizó desde la época final de la dinastía Han (siglo III) hasta la época contemporánea. El sistema se basa en un subconjunto reducido de caracteres chinos, utilizado con valor puramente fonético para representar la lectura de los caracteres (que fonéticamente corresponden siempre a una única sílaba). El fanqie fue el sistema utilizado durante siglos por lexicógrafos y comentaristas para indicar la lectura correcta de caracteres difíciles o poco comunes en diccionarios y comentarios de textos clásicos. En el siglo XX, este sistema de representación fonética cayó en desuso al ser remplazado por otros sistemas más precisos, como el gwoyeu romatzyh, el latinxua sin wenz, el bopomofo o el hanyu pinyin, este último el más extendido en la actualidad y oficial en la República Popular China.

## Historia
El hecho de que la escritura china no sea en general fonética ha planteado desde la antigüedad la necesidad de idear maneras de representar la pronunciación de los caracteres. Así, por ejemplo, en escritos antiguos pueden aparecer términos o nombres propios poco comunes, así como caracteres cuya lectura puede variar según el contexto. Esto hace que en los textos clásicos acompañados de anotaciones posteriores el comentarista tenga con frecuencia que indicar al lector la pronunciación correcta de los caracteres difíciles. En los textos más antiguos esto se hacía simplemente por alusión a caracteres homófonos más sencillos, método que, además de su evidente circularidad, requería el conocimiento del carácter utilizado como referencia. El sistema fanqie surge durante la época de la dinastía Han Posterior como un refinamiento en que la sílaba se dividía en dos partes: un componente inicial y una rima o parte final. Esta división de la sílaba permitía aprovechar la combinatoria para expresar la notación fonética con un número relativamente pequeño de caracteres.
El nombre fanqie es la yuxtaposición de los caracteres fǎn (反; "invertir", "opuesto") y qiè (切, "cortar"). Estos dos términos se utilizaban de manera intercambiable como añadido al par de caracteres que marcan la pronunciación, delimitando así la representación fonética. El origen de este uso no está claro, pero el hecho de que estos dos caracteres se utilizaran con esta función de delimitadores de la transcripción llevó a que la combinación de los dos morfemas acabara dando nombre al propio sistema de notación fonética.
El sistema se popularizó en los diccionarios de rimas que recogían la pronunciación de los caracteres, muy en especial en el histórico Qieyun, completado por Lu Fayan en el año 601 y que se convertiría durante varios siglos en la obra cumbre de referencia normativa sobre la lectura correcta de los caracteres en la lengua culta. La pronunciación de los caracteres expresada en forma de fanqie sería reproducida en muchas reediciones y ampliaciones del Qieyun, como el famoso Guangyun del año 1008.

## Estructura
Para indicar la pronunciación de un carácter chino según el método fanqie se escriben dos caracteres que indican, respectivamente, el sonido inicial y la parte final (rima), seguidos de cualquiera de los dos caracteres fǎn o qiè. Así, tomando un ejemplo del Qieyun, la lectura del carácter 東 (cuya pronunciación en mandarín moderno se representa como dōng en el sistema actual pinyin) se representa como 德紅反 (dé - hóng fǎn). A pesar de los muchos siglos transcurridos, en la transcripción actual del mandarín puede verse que la consonante inicial de 東 coincide con la del carácter 德, mientras que su vocal y consonante final coincide con la de 紅. La equivalencia habría sido mayor en el chino hablado hace más de un milenio y, de hecho, las transcripciones fanqie del Qieyun fueron una de las herramientas más útiles en la reconstrucción de la fonología del chino medio que se habló en el pasado, y que fue objeto de investigación en el trabajo pionero del sinólogo sueco Bernhard Karlgren.